# Tile Brandis
Tile Brandis (geboren 1. Februar 1511 in Hildesheim; gestorben 29. September 1566 ebenda) war ein deutscher Geschichtsschreiber, Kommunalpolitiker und Hildesheimer Bürgermeister.

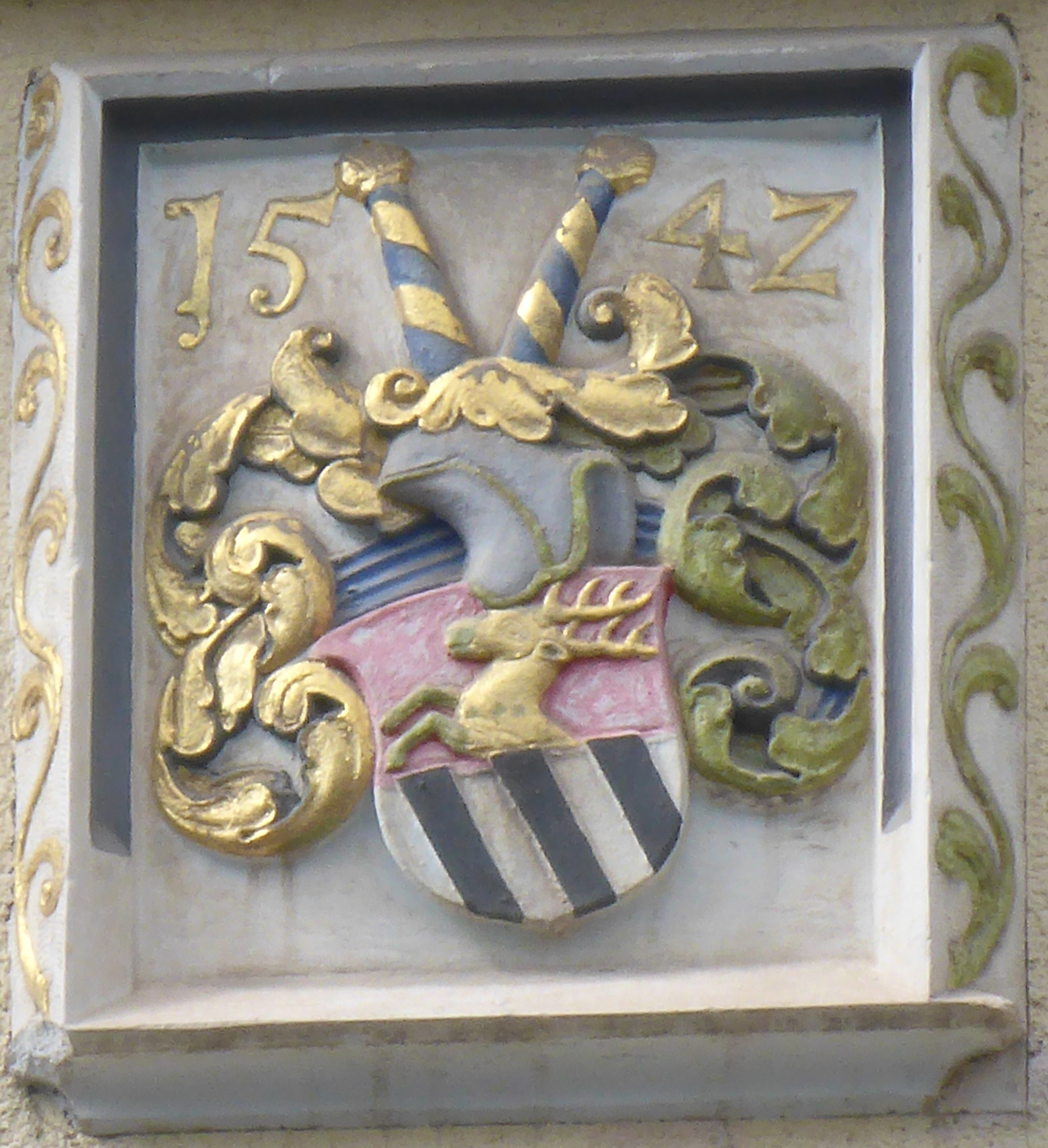
Wappen der Familie Brandis

## Leben
Tile Brandis war einer der Söhne des Hildesheimer Bürgermeisters Henning Brandis, Sohn des Tuchkaufmanns Hans Brandis (1415–1481) und der Ilsebe, Tochter des Henning Winkelmann (gestorben 1477); und dessen dritter Ehefrau Adelheid (geboren 12. November 1508), Tochter des Bürgermeisters Hans Blome aus Hannover.
Tiele wurde mehrfach zum Bürgermeister der Stadt Hildesheim gewählt, ähnlich wie sein jüngerer Bruder Joachim Brandis der Ältere (1516–1597).
In seinen Annalen fasste Tile Brandis die ab 1513 verfassten Notizen seines Vaters zusammen und fügte diesen seine eigenen Erlebnisse ab dem Jahr 1528 an. Ebenso wie die Aufzeichnungen seines Vaters gelten auch diejenigen von Tile Brandis als zuverlässig.
Brandis starb 1566 in Hildesheim an der Pest.

## Familie
Brandis hinterließ neben seiner Witwe Gese Wildefuer (gestorben 1578) unter anderem seine Söhne „Dr. Henning Brandis [1538–1582], Magister Jobst Brandis [1542–1589] und Hans Brandis [1534–1584]“ und die Tochter Elisabeth [1544–1589]. Diese waren Beteiligte in einem Rechtsstreit hinsichtlich Erbstreitigkeiten, in dem unter anderem der Testamentsverwalter und Bürgermeister von Einbeck Andreas Olemann (1515–1604) und der Erbe Hans Dieck (Hans Teich; gestorben 1565) beteiligt waren.

## Schriften
- Joachim Brandis' des Jüngeren Diarium ergänzt aus Tilo Brandis' Annalen. 1528–1609, hrsg. von Max Buhlers, Hildesheim: Gerstenberg, 1902 [erschienen 1903]

## Archivalien
Archivalien von und über Tile Brandis finden sich beispielsweise
- als Akte hinsichtlich von Erbstreitigkeiten seiner Nachfahren für die Laufzeit von 1573 bis 1578 im Niedersächsischen Landesarchiv (Standort Hannover), Archivsignatur NLA HA Hann. 27 Hildesheim Nr. 1932/ 1.[3]